# 石経守
石 経守（いし つねもり）は、戦国時代の武将。安芸国の国人・吉川氏の一門。父は吉川氏当主である吉川経基。

## 生涯
安芸国の国人・吉川氏当主である吉川経基の三男として生まれる。安芸国山県郡石村を本拠とし、「石（伊志）」の名字を名乗った。
永正18年（1521年）10月26日、兄・国経に与谷城の在番を命じられ、寄国4町6反、與谷原5反、舞綱2町の地を与えられる。
天文6年（1537年）7月12日に死去。嫡男の経直が後を継いだ。
その後の石氏は、江戸時代には岩国領主・吉川氏の家臣として続いた。